# Vela nos Jogos Olímpicos de Verão de 1968 - 5.5 Metre
As provas da classe 5.5 Metre da vela nos Jogos Olímpicos de Verão de 1968 ocorreram entre 14 e 21 de outubro daquele ano em Acapulco, no México. O programa compunha sete regatas. Para esta classe, houve 71 velejadores de 23 nações inscritas.

## Medalhistas
O trio sueco Ulf Sundelin, Jörgen Sundelin e Peter Sundelin finalizou a competição em primeiro lugar e conquistou a medalha de ouro. A prata firmou-se com os suíços Louis Noverraz, Bernhard Dunand e Marcel Stern. Por fim, a medalha de bronze ficou com Robin Aisher, Paul Anderson e Adrian Jardine, da Grã-Bretanha.
|  | SWE Suécia                                  |  | SUI Suíça                                   |  | GBR Grã-Bretanha                          |
|  | Ulf Sundelin Jörgen Sundelin Peter Sundelin |  | Louis Noverraz Bernhard Dunand Marcel Stern |  | Robin Aisher Paul Anderson Adrian Jardine |

## Resultados
Estes foram os resultados da competição:
| Pos.              | Tripulação                                                         | Código | Regata I | Regata I | Regata II | Regata II | Regata III | Regata III | Regata IV | Regata IV | Regata V | Regata V | Regata VI | Regata VI | Regata VII | Regata VII | Total de pontos | Total -1 |
| Pos.              | Tripulação                                                         | Código | Pos.     | Pts.     | Pos.      | Pts.      | Pos.       | Pts.       | Pos.      | Pts.      | Pos.     | Pts.     | Pos.      | Pts.      | Pos.       | Pts.       | Total de pontos | Total -1 |
| ----------------- | ------------------------------------------------------------------ | ------ | -------- | -------- | --------- | --------- | ---------- | ---------- | --------- | --------- | -------- | -------- | --------- | --------- | ---------- | ---------- | --------------- | -------- |
| Medalha de ouro   | SWE Ulf Sundelin Jörgen Sundelin Peter Sundelin                    | S      | 4        | 8        | 1         | 0         | 1          | 0          | 1         | 0         | 5        | 10       | 1         | 0         | 1          | 0          | 18              | 8        |
| Medalha de prata  | SUI Louis Noverraz Bernhard Dunand Marcel Stern                    | Z      | 1        | 0        | 5         | 10        | 2          | 3          | 2         | 3         | 4        | 8        | 4         | 8         | DNF        | 20         | 52              | 32       |
| Medalha de bronze | GBR Robin Aisher Paul Anderson Adrian Jardine                      | K      | 6        | 11.7     | 2         | 3         | 4          | 8          | 3         | 5.7       | 8        | 14       | 3         | 5.7       | 3          | 5.7        | 53.8            | 39.8     |
| 4                 | FRG Rudolf Harmstorf Karl-August Stolze Harald Stein               | G      | 2        | 3        | 3         | 5.7       | 5          | 10         | 9         | 15        | 3        | 5.7      | 9         | 15        | 4          | 8          | 62.4            | 47.4     |
| 5                 | ITA Giuseppe Zucchinetti Antonio Carattino Domenico Carattino      | I      | 3        | 5.7      | 7         | 13        | 3          | 5.7        | DNF       | 20        | 1        | 0        | 6         | 11.7      | 9          | 15         | 71.1            | 51.1     |
| 6                 | CAN Stanley Leibel Ernest Weiss Jack Hasen                         | KC     | DNF      | 20       | 9         | 15        | 12         | 18         | 7         | 13        | 2        | 3        | 2         | 3         | 10         | 16         | 88              | 68       |
| 7                 | AUS William Solomons James Hardy Gilbert Kaufman                   | KA     | 5        | 10       | 4         | 8         | 6          | 11.7       | 6         | 11.7      | 12       | 18       | 12        | 18        | 5          | 10         | 87.4            | 69.4     |
| 8                 | USA Gardner Cox Steve Colgate Stuart Walker                        | US     | 7        | 13       | 8         | 14        | 8          | 14         | 4         | 8         | 9        | 15       | 8         | 14        | 6          | 11.7       | 89.7            | 74.7     |
| 9                 | URS Konstantin Alexandrov Vladimir Aleksandrov Konstantin Melgunov | SR     | 13       | 19       | 6         | 11.7      | 11         | 17         | 5         | 10        | 7        | 13       | 7         | 13        | 7          | 13         | 96.7            | 77.7     |
| 10                | FRA Pierre Breteche Gilles Buck Roger Tiriau                       | F      | 9        | 15       | 10        | 16        | 7          | 13         | 12        | 18        | 11       | 17       | 10        | 16        | 2          | 3          | 98              | 80       |
| 11                | NOR Haroldo V Stein Arne Foyen Eirik Johannessen                   | N      | 10       | 16       | DSQ       | 22        | 10         | 16         | 10        | 16        | 10       | 16       | 5         | 10        | 11         | 17         | 113             | 91       |
| 12                | MEX Carlos Braniff Antonio Recamier Iker Belausteguigoitia         | MX     | 11       | 17       | 12        | 18        | 9          | 15         | 11        | 17        | 6        | 11.7     | 11        | 17        | 8          | 14         | 109.7           | 91.7     |
| 13                | DEN William Berntsen Erik Johansen Christian Hansen                | D      | 8        | 14       | 11        | 17        | 13         | 19         | 8         | 14        | 13       | 19       | 14        | 20        | 12         | 18         | 121             | 101      |
| 14                | PUR Lee Gentil James Fairbank Hovey Freeman                        | PR     | 12       | 18       | 13        | 19        | 14         | 20         | 13        | 19        | 14       | 20       | 13        | 19        | 13         | 19         | 134             | 114      |

### Classificação diária

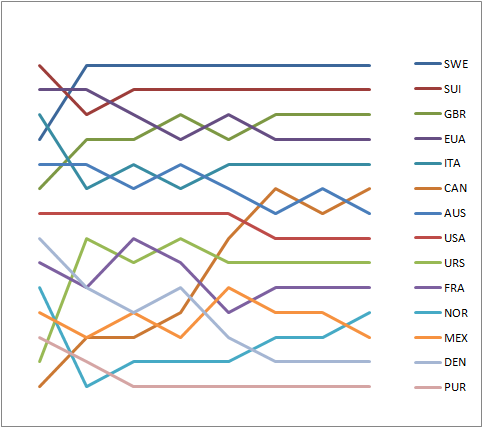
Gráfico mostrando a classificação diária na classe.